# Prolixodens benthica
Prolixodens benthica är en snäckart som beskrevs av B.A. Marshall 1978. Prolixodens benthica ingår i släktet Prolixodens och familjen Cerithiopsidae. Inga underarter finns listade i Catalogue of Life.